# Tachosa
Tachosa is een geslacht van vlinders van de familie spinneruilen (Erebidae).

## Soorten
- T. acronyctoides Walker, 1869
- T. aspera Kühne, 2004
- T. fumata (Wallengren, 1860)
- T. malagasy Viette, 1966